# Gallirallus lafresnayanus
Gallirallus lafresnayanus е вид птица от семейство Rallidae. Видът е критично застрашен от изчезване.

## Разпространение
Видът е разпространен в Нова Каледония.